# Anton Bilimek
Anton Bilimek OCist (Geburtsname: Benedikt Bilimek, * 21. März 1793 in Neutitschein; † 12. Mai 1839 in Wiener Neustadt) war ein österreichischer Zisterzienser und von 1836 bis 1839 36. Abt von Stift Neukloster in Wiener Neustadt.

## Leben und Werk
Nach dem Besuch des Gymnasiums des Zisterzienserstifts Neukloster in Wiener Neustadt von 1809 bis 1811 studierte Bilimek zunächst an der Universität Wien. Nachdem er am 26. Oktober 1811 als Novize in Neukloster eingetreten war, studierte er Theologie im Stift Heiligenkreuz. Seinen zwischenzeitlichen Austritt mit dem Berufswunsch Soldat widerrief er. Am 29. August 1816 legte er die Feierliche Profess ab und wurde zum Priester geweiht. Von 1815 bis 1830 unterrichtete er am Stiftsgymnasium und war von 1830 bis 1836 Gymnasialpräfekt. 1833 wurde er Kooperator im Stift, 1835 Novizenmeister und 1836 Administrator. Als solcher wurde er nach dem Tod des Abtes Anton Michael Wohlfarth zu dessen Nachfolger gewählt. Seine Bemühungen um Reformen, insbesondere um die Verbesserung der materiellen Lage der Landseelsorger, wurden durch seinen frühen Tod, 46-jährig, zunichte.